# داون أندر 2013
داون أندر 2013 (بالإنجليزية: 2013 Tour Down Under)‏ هو سباق دراجات هوائية أقيم بتاريخ 22–27
يناير 2013، تكون السباق من 6 مراحل وامتدّ لمسافة 758. 5 كم بسرعة 41.1 كم/س، استغرق السباق 18 ساعة 28 دقيقة 32 ثانية.

## روابط خارجية
- داون أندر 2013 على موقع إحصائيات الدراجات الإحترافية (الإنجليزية)